# سفارة إيطاليا في التشيك
سفارة إيطاليا في التشيك هي أرفع تمثيل دبلوماسي لدولة إيطاليا لدى التشيك. تقع السفارة في براغ وهي تهدف لتعزيز المصالح الإيطالية في التشيك.

## وصلات خارجية
- قائمة سفارات إيطاليا
- قائمة السفارات في التشيك